# Mesodinium
Mesodinium es un ciliado marino que tiene la particularidad de ser mixótrofo, es decir, que posee la capacidad de nutrirse alternativamente por fagotrofía o por fototrofía. Varias especies de Mesodinium ingieren microalgas, las cuales pueden mantenerse como endosimbiontes intactos y funcionales para luego ser digeridas, tal como ocurre también con otros ciliados marinos o de agua dulce.
Mesodinium rubrum (= Myrionecta) ha sido reportado como el mayor productor fotosintético en sistemas costeros, floreciendo masivamente en primavera y otoño, y produciendo mareas rojas. Por lo general los plastos que contiene son de criptofíceas de la familia Geminigeraceae, que son ingeridas y mantenidas funcionales, incluyendo su núcleo, unos 30 días, por lo que el ciliado requiere ingerir más algas en forma continua.

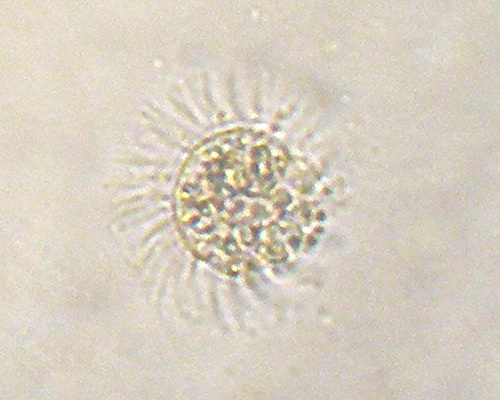
M. rubra

Mesodinium chamaeleon es mixótrofo, capturando algas especialmente criptofíceas para aprovechar su capacidad fotosintética por un tiempo, aunque finalmente son digeridos. 
Se ha encontrado que el endosimbionte puede mantenerse intacto en Mesodinium spp., mientras que Mesodinium pulex y Mesodinium pupula la nutrición es heterótrofa.